# Persone di cognome Li
| Questa pagina contiene informazioni ricavate automaticamente dalle voci biografiche con l'ausilio del template Bio e di un bot. L'aggiornamento è periodico e automatico e ricostruisce completamente la pagina. Se manca una persona in questa lista, sei pregato di non aggiungerla, ma accertati piuttosto che la sua voce biografica contenga il template Bio e che i dati anagrafici siano correttamente compilati. Se il template Bio manca, inseriscilo tu stesso o, in alternativa, metti l'avviso {{tmp\|Bio}} che ne segnala la mancanza. Se i dati riportati sono sbagliati, correggi direttamente la voce biografica; le modifiche saranno visibili in questa lista entro pochi giorni. Per chiarimenti vedi il progetto antroponimi. La lista contiene solo le 225 persone che sono citate nell'enciclopedia e per le quali è stato implementato correttamente il template Bio. Pagina aggiornata al 7 ago 2025. |

Questa è una lista di persone presenti nell'enciclopedia che hanno il cognome Li, suddivise per attività principale.

## Alchimisti(1)
- Li Shaojun, alchimista cinese

## Allenatori di calcio(6)
- Li Bing, allenatore di calcio e ex calciatore cinese (Guizhou, n. 1969)
- Li Tie, allenatore di calcio e ex calciatore cinese (Shenyang, n. 1977)
- Li Weifeng, allenatore di calcio e ex calciatore cinese (Changchun, n. 1978)
- Li Xiao, allenatore di calcio e ex calciatore cinese (n. 1967)
- Li Xiaopeng, allenatore di calcio e ex calciatore cinese (Qingdao, n. 1975)
- Li Yi, allenatore di calcio, dirigente sportivo e ex calciatore cinese (Bengbu, n. 1979)

## Ammiragli(1)
- Li Yong-ju, ammiraglio e politico nordcoreano

## Archeologi(1)
- Li Ji, archeologo cinese (Zhongxiang, n. 1896 - Taipei, † 1979)

## Arcieri(1)
- Li Wenquan, arciere cinese (n. 1986)

## Artiste(1)
- Li Hua, artista cinese (Chongqing, n. 1980)

## Artiste marziali(1)
- Li Rong Mei, artista marziale cinese (Shanghai, n. 1964)

## Artisti marziali(2)
- Jet Li, artista marziale, attore e regista cinese (Pechino, n. 1963)
- Li Zhijian, artista marziale cinese (Haiyangxian, n. 1780 - † 1870)

## Artisti marziali misti(1)
- Li Jingliang, artista marziale misto cinese (Xinjiang, n. 1988)

## Astiste(1)
- Li Ling, astista cinese (Puyang, n. 1989)

## Astronauti(2)
- Li Cong, astronauta cinese (Handan, n. 1989)
- Li Guangsu, astronauta cinese (Jiangsu, n. 1987)

## Attori(7)
- Li Baotian, attore cinese (Jiawang, n. 1946)
- Calvin Li, attore cinese (Wuhan, n. 1976)
- Donald Li, attore cinese (Hong Kong, n. 1961)
- Raymond Li, attore taiwanese (Taiwan)
- Li Moran, attore cinese (Heilongjiang, n. 1927 - Pechino, † 2012)
- Li Wei, attore cinese (Shijiazhuang, n. 1919 - Shanghai, † 2005)
- Li Xuejian, attore cinese (Heze, n. 1954)

## Attrici(2)
- Li Bingbing, attrice cinese (Wuchang, n. 1973)
- Li Lili, attrice e cantante cinese (Pechino, n. 1915 - Pechino, † 2005)

## Calciatori(27)
- Li Ang, calciatore cinese (Peixian, n. 1993)
- Li Chaoyang, ex calciatore cinese (Zhanjiang, n. 1963)
- Li Chi-an, ex calciatore nordcoreano (n. 1945)
- Li Chunyu, ex calciatore cinese (Shenyang, n. 1986)
- Li Dong-woon, ex calciatore nordcoreano (Pyongyang, n. 1945)
- Li Fenglou, calciatore e allenatore di calcio cinese (Pechino, n. 1912 - Pechino, † 1988)
- Li Fubao, calciatore cinese (Zhangjiakou, n. 1955 - Foshan, † 2025)
- Li Furong, ex calciatore macaense (Macao, n. 1983)
- Li Fusheng, calciatore cinese (Juxian, n. 1953 - Pechino, † 2007)
- Li Hongbing, ex calciatore cinese (n. 1965)
- Li Hongjun, ex calciatore cinese (Pechino, n. 1970)
- Li Huayun, ex calciatore cinese (Yantai, n. 1963)
- Li Jian, ex calciatore cinese (Tientsin, n. 1977)
- Li Jianbin, calciatore cinese (Binzhou, n. 1989)
- Li Jianhua, calciatore cinese (Meizhou, n. 1982)
- Li Jinyu, ex calciatore e allenatore di calcio cinese (Shenyang, n. 1977)
- Li Jong-kap, calciatore sudcoreano (n. 1920 - † 1990)
- Li Lei, calciatore cinese (Qingdao, n. 1992)
- Li Leilei, ex calciatore cinese (Pechino, n. 1977)
- Li Ming, ex calciatore cinese (Qingdao, n. 1975)
- Li Soo-nam, calciatore sudcoreano (n. 1927 - † 1984)
- Li Wei, ex calciatore cinese (Xi'an, n. 1975)
- Li Xuepeng, calciatore cinese (Dalian, n. 1988)
- Li Yan, ex calciatore cinese (Shanghai, n. 1980)
- Li Yan, calciatore cinese (Baoding, n. 1984)
- Li Yao, ex calciatore cinese (Shenyang, n. 1977)
- Li Yong, ex calciatore cinese (Qingdao, n. 1966)

## Calciatrici(1)
- Li Hui, ex calciatrice cinese (n. 1960)

## Cantanti(2)
- Junjun, cantante e attrice cinese (Yueyang, n. 1988)
- Li Yuchun, cantante, attrice e modella cinese (Chengdu, n. 1984)

## Cestiste(9)
- Li Dongmei, ex cestista cinese (Changchun, n. 1969)
- Li Meng, cestista cinese (Shenyang, n. 1995)
- Li Pi-hsia, ex cestista taiwanese (n. 1966)
- Li Shanshan, cestista cinese (Changzhou, n. 1987)
- Li Xiaoqin, ex cestista cinese (Canton, n. 1961)
- Li Xin, ex cestista e allenatrice di pallacanestro cinese (Benxi, n. 1969)
- Li You-ruei, ex cestista taiwanese (n. 1986)
- Li Yuan, cestista cinese (Yantai, n. 2000)
- Li Yueru, cestista cinese (Changzhi, n. 1999)

## Cestisti(12)
- Edward Lee, cestista cinese (Shizhen, n. 1923 - † 1988)
- Li Chunjiang, ex cestista e allenatore di pallacanestro cinese (Shenyang, n. 1963)
- Li Gen, cestista cinese (n. 1988)
- Li Muhao, cestista cinese (Guiyang, n. 1992)
- Li Nan, ex cestista e allenatore di pallacanestro cinese (Harbin, n. 1976)
- Li Qiuping, ex cestista e allenatore di pallacanestro cinese (n. 1959)
- Li Qun, ex cestista e allenatore di pallacanestro cinese (n. 1973)
- Li Shaotang, cestista cinese (n. 1914)
- Li Xiaoxu, cestista cinese (Liaoning, n. 1990)
- Li Xiaoyong, ex cestista cinese (Fengcheng, n. 1969)
- Li Yaguang, ex cestista e allenatore di pallacanestro cinese (Zhenjiang, n. 1958)
- Li Zhenzhong, cestista cinese (Tientsin, n. 1916 - Shanghai, † 2017)

## Chitarristi(1)
- Herman Li, chitarrista hongkonghese (Hong Kong, n. 1976)

## Criminali(1)
- Dai Li, criminale di guerra e politico cinese (n. 1897 - † 1946)

## Diplomatici(1)
- Li Zhaoxing, diplomatico e politico cinese (Jiaonan, n. 1940)

## Direttori d'orchestra(1)
- Li Liuyi, direttore d'orchestra e drammaturgo cinese (Cina, n. 1961)

## Dirigenti sportivi(1)
- Li Ming, dirigente sportivo, allenatore di calcio e ex calciatore cinese (Jinan, n. 1971)

## Discobole(1)
- Li Yanfeng, ex discobola cinese (Heilongjiang, n. 1979)

## Esperantisti(1)
- Li Shijun, esperantista cinese (Shatou, n. 1923 - † 2012)

## Filosofi(2)
- Li Ao, filosofo e scrittore cinese (Tianshui, n. 772 - Xiangyang, † 841)
- Li Zhi, filosofo, scrittore e storico cinese (n. 1527 - † 1602)

## Generali(4)
- Li Dian, generale cinese
- Li Ling, generale cinese
- Li Mu, generale cinese (Zhao - † 236 a.C.)
- Li Zongren, generale e politico cinese (Xixiang, n. 1890 - Pechino, † 1969)

## Giavellottiste(1)
- Li Lingwei, giavellottista cinese (Binzhou, n. 1989)

## Ginnaste(3)
- Li Dan, ginnasta cinese (Canton, n. 1989)
- Li Shanshan, ginnasta cinese (Huangshi, n. 1992)
- Li Shijia, ginnasta cinese (n. 2003)

## Ginnasti(8)
- Li Chunyang, ex ginnasta cinese (n. 1968)
- Li Dashuang, ex ginnasta cinese (n. 1973)
- Donghua Li, ex ginnasta cinese (Chengdu, n. 1967)
- Li Ge, ex ginnasta cinese (n. 1969)
- Li Jing, ex ginnasta cinese (n. 1970)
- Li Ning, ex ginnasta e imprenditore cinese (Laibin, n. 1963)
- Li Xiaopeng, ginnasta cinese (Changsha, n. 1981)
- Li Xiaoshuang, ex ginnasta cinese (n. 1973)

## Giocatori di badminton(1)
- Li Yongbo, ex giocatore di badminton cinese (Dalian, n. 1962)

## Giocatori di snooker(1)
- Li Hang, giocatore di snooker cinese (Jinzhou, n. 1990)

## Giocatrici di badminton(2)
- Michelle Li, giocatrice di badminton canadese (Hong Kong, n. 1991)
- Li Xuerui, giocatrice di badminton cinese (Chongqing, n. 1991)

## Goiste(1)
- Li He, goista cinese (n. 1992)

## Goisti(2)
- Li Qincheng, goista cinese (Nanchang, n. 1998)
- Li Xuanhao, goista cinese (n. 1995)

## Imperatori(1)
- Li Zicheng, imperatore cinese (n. 1606 - Shaanxi, † 1645)

## Imprenditori(3)
- Li Ka Shing, imprenditore hongkonghese (Chaozhou, n. 1928)
- Robin Li, imprenditore cinese (Yangquan, n. 1968)
- Li Yonghong, imprenditore e dirigente sportivo cinese (Huazhou, n. 1969)

## Informatiche(1)
- Fei-Fei Li, informatica statunitense (Pechino, n. 1976)

## Insegnanti(3)
- Li Ang, insegnante cinese (Pechino, n. 1981)
- Li Feng, docente cinese (n. 1962)
- Li Ziming, insegnante cinese (Lijiataoyuancun, n. 1902 - Pechino, † 1993)

## Judoka(1)
- Li Yanan, judoka cinese (n. 1994)

## Lunghisti(1)
- Li Jinzhe, lunghista cinese (n. 1989)

## Marciatrici(2)
- Li Chunxiu, ex marciatrice cinese (n. 1969)
- Li Maocuo, marciatrice cinese (n. 1992)

## Mercanti(1)
- Li Dan, mercante e pirata cinese (Quanzhou - † 1625)

## Militari(1)
- Li Guang, militare e generale cinese (Tianshui - † 119 a.C.)

## Musiciste(1)
- Li Xiangjun, musicista cinese (n. 1624 - † 1654)

## Nuotatori(3)
- Li Guangyuan, nuotatore cinese (Taizhou, n. 1997)
- Li Yunqi, nuotatore cinese (n. 1993)
- Li Zhuhao, nuotatore cinese (Wenzhou, n. 1999)

## Nuotatrici(4)
- Li Bingjie, nuotatrice cinese (n. 2002)
- Li Ji, ex nuotatrice cinese (Yunnan, n. 1986)
- Li Xuanxu, nuotatrice cinese (Zhuzhou, n. 1994)
- Li Zhesi, nuotatrice cinese (Shenyang, n. 1995)

## Oculisti(1)
- Li Wenliang, oculista cinese (Beizhen, n. 1985 - Wuhan, † 2020)

## Pallanuotisti(1)
- Li Jianming, ex pallanuotista cinese (n. 1957)

## Pallavoliste(3)
- Li Jing, pallavolista cinese (n. 1991)
- Li Mohua, pallavolista cinese (n. 1996)
- Li Yingying, pallavolista cinese (Qiqihar, n. 2000)

## Pallavolisti(1)
- Li Runming, pallavolista cinese (Yantai, n. 1990)

## Pattinatori di short track(3)
- Li Jiajun, ex pattinatore di short track cinese (Changchun, n. 1975)
- Li Wenlong, pattinatore di short track cinese (Fushun, n. 2001)
- Li Ye, ex pattinatore di short track cinese (n. 1983)

## Pattinatrici(1)
- Li Yan, ex pattinatrice cinese (Dalian, n. 1966)

## Pattinatrici artistiche su ghiaccio(1)
- Li Xiangning, pattinatrice artistica su ghiaccio cinese (Qiqihar, n. 2000)

## Pattinatrici di short track(2)
- Li Jianrou, pattinatrice di short track cinese (Jilin, n. 1986)
- Li Jinyu, pattinatrice di short track cinese (Heilongjiang, n. 2001)

## Pesiste(3)
- Li Ling, pesista cinese (Liaoning, n. 1985)
- Li Meiju, pesista cinese (Hebei, n. 1979)
- Li Meisu, ex pesista cinese (Hebei, n. 1959)

## Pianisti(1)
- Yundi Li, pianista cinese (Chongqing, n. 1982)

## Pittori(6)
- Li Cheng, pittore cinese (n. 919 - † 967)
- Li Kan, pittore cinese († 1320)
- Li Keran, pittore cinese (Xuzhou, n. 1907 - Pechino, † 1989)
- Li Sixun, pittore cinese (n. 651 - † 716)
- Li Tang, pittore cinese (Hoyang, n. 1050 - Hangzhou, † 1130)
- Li Zhaodao, pittore cinese (n. 675 - † 758)

## Poetesse(1)
- Li Qingzhao, poetessa cinese (Jinan, n. 1084 - Jinhua, † 1151)

## Poeti(3)
- Li Bai, poeta cinese (Suyab, n. 701 - Contea di Dangtu, † 762)
- Li He, poeta cinese (Yiyang, n. 790 - Yiyang, † 816)
- Li Shangyin, poeta e scrittore cinese (Qinyang, n. 813 - Zhengzhou, † 858)

## Politici(16)
- Li Baohua, politico e funzionario cinese (Contea di Laoting, n. 1909 - Pechino, † 2005)
- Li Dazhao, politico, rivoluzionario e bibliotecario cinese (Contea di Laoting, n. 1889 - Pechino, † 1927)
- Li Hongzhang, politico, generale e ammiraglio cinese (Hefei, n. 1823 - Pechino, † 1901)
- Li Jingxi, politico e nobile cinese (Hefei, n. 1857 - Shanghai, † 1925)
- Li Keqiang, politico cinese (Hefei, n. 1955 - Shanghai, † 2023)
- Li Lisan, politico, sindacalista e militare cinese (Liling, n. 1899 - Pechino, † 1967)
- Li Peng, politico cinese (Chengdu, n. 1928 - Pechino, † 2019)
- Li Qiang, politico cinese (Rui'an, n. 1959)
- Li Shenglin, politico cinese (Nantong, n. 1946)
- Li Si, politico cinese (Shangcai, n. 280 a.C. - Xianyang, † 208 a.C.)
- Li Wei, politico e funzionario cinese (Tongshan, n. 1687 - Xi'an, † 1738)
- Li Weihan, politico cinese (Contea di Changsha, n. 1896 - Pechino, † 1984)
- Li Xiannian, politico cinese (Hong'an, n. 1909 - Pechino, † 1992)
- Li Yuanchao, politico cinese (Lianshui, n. 1950)
- Li Yuanhong, politico e militare cinese (Distretto di Huangpi, n. 1864 - Tientsin, † 1928)
- Li Zhen, politico e militare cinese (Gaocheng, n. 1914 - Pechino, † 1973)

## Pugili(2)
- Li Jinzi, pugile cinese (Zhaodong, n. 1990)
- Li Qian, pugile cinese (Shangqiu, n. 1990)

## Registi(1)
- Li Han-hsiang, regista cinese (Jinzhou, n. 1926 - Liaoning, † 1996)

## Saltatrici con gli sci(1)
- Li Xueyao, saltatrice con gli sci cinese (n. 1995)

## Scacchisti(2)
- Li Chao, scacchista cinese (Taiyuan, n. 1989)
- Li Shilong, scacchista cinese (n. 1977)

## Schermitrici(1)
- Li Na, ex schermitrice cinese (Dandong, n. 1981)

## Sciatori freestyle(1)
- Li Tianma, sciatore freestyle cinese (n. 2001)

## Sciatrici freestyle(1)
- Li Fanghui, sciatrice freestyle cinese (Harbin, n. 2003)

## Scienziati(1)
- Li Shizhen, scienziato e farmacologo cinese (Qizhou, n. 1518 - Qizhou, † 1593)

## Scrittori(2)
- Li Ruzhen, scrittore cinese (Pechino - † 1830)
- Lǐ Yú, scrittore, drammaturgo e editore cinese (Jiangsu, n. 1611 - † 1680)

## Scrittrici(2)
- Anni Baobei, scrittrice, editrice e saggista cinese (Ningbo, n. 1974)
- Yiyun Li, scrittrice statunitense (Pechino, n. 1972)

## Sollevatori(5)
- Li Dayin, sollevatore cinese (Chongqing, n. 1998)
- Li Fabin, sollevatore cinese (Nan'an, n. 1993)
- Li Hongli, sollevatore cinese (n. 1980)
- Li Jae-son, ex sollevatore nordcoreano (n. 1968)
- Li Jinhe, ex sollevatore cinese (n. 1964)

## Sollevatrici(5)
- Li Feng-ying, ex sollevatrice cinese (Zixing, n. 1975)
- Li Wenwen, sollevatrice cinese (n. 2000)
- Li Xueying, sollevatrice cinese (Henan, n. 1990)
- Li Yajun, sollevatrice cinese (Huizhou, n. 1993)
- Li Zhuo, ex sollevatrice cinese (Tieling, n. 1981)

## Tennistavoliste(6)
- Li Huifen, ex tennistavolista cinese (n. 1963)
- Li Bun-hui, ex tennistavolista nordcoreana (n. 1968)
- Li Jiawei, tennistavolista singaporiana (Pechino, n. 1981)
- Li Ju, tennistavolista cinese (Nantong, n. 1976)
- Li Qian, tennistavolista cinese (Baoding, n. 1986)
- Li Xiaoxia, tennistavolista cinese (Anshan, n. 1988)

## Tenniste(4)
- Ann Li, tennista statunitense (King of Prussia, n. 2000)
- Li Fang, ex tennista cinese (Hengyang, n. 1973)
- Li Na, ex tennista cinese (Wuhan, n. 1982)
- Li Ting, ex tennista cinese (Wuhan, n. 1980)

## Tennisti(1)
- Li Zhe, tennista cinese (Tientsin, n. 1986)

## Tiratori a segno(1)
- Li Yuehong, tiratore a segno cinese (n. 1989)

## Tiratrici a segno(1)
- Li Duihong, tiratrice a segno cinese (Daqing, n. 1970)

## Tripliste(1)
- Li Yanmei, triplista cinese (Chaozhou, n. 1990)

## Tuffatori(3)
- Li Kongzheng, tuffatore cinese (Nanning, n. 1959)
- Li Shixin, tuffatore cinese (Maoming, n. 1988)
- Li Zheng, tuffatore cinese (n. 2000)

## Tuffatrici(3)
- Li Na, tuffatrice cinese (n. 1984)
- Li Ting, tuffatrice cinese (n. 1987)
- Li Yajie, tuffatrice cinese (n. 2002)

## Senza attività specificata(6)
- Li Hongzhi, cinese (Gongzhuling, n. 1951)
- Li Lingiuan, ex arciera cinese (n. 1966)
- Li Nina, ex sciatrice freestyle cinese (Benxi, n. 1983)
- Li Shuang, ex snowboarder cinese (Anda, n. 1992)
- Li Xiaomeng, videogiocatrice cinese (n. 1996)
- Li Yuwei, ex tiratore a segno cinese (n. 1965)